# ولاية عنايت خان
ولاية عناية خان (19 حزيران 1916 – 17 حزيران 2004) كان مدرسًا للتأمل ولتقاليد الطريقة الصوفية الجشتية في شرق الهند [الإنجليزية]. وقد استمد تعليمه من تقاليد والده، عناية خان، مؤسس الطريقة الصوفية في الغرب (التي تسمى الآن الطريقة العنايتية)، في شكل مصمم خصيصًا لتلبية احتياجات الباحثين الغربيين. كانت إحدى شقيقاته هي نور عناية خان. كان يدرس على الطريقة الصوفية العالمية. التقى والداه في أشرم مدينة نيويورك لليوغي الأمريكي بيير برنارد، ولديه أخ غير شقيق لوالدته بيراني أمينة بيجوم [الإنجليزية].
قبل مسيرته التدريسية عمل في لندن مساعدًا لغلام محمد، وزير مالية باكستان في عام 1949، وعمل مساعدًا شخصيًا لرئيس الوزراء الباكستاني لياقت علي خان أثناء زيارته لإنجلترا.
في عام 1975 أسس دار الرسالة [الإنجليزية]، التي تعمل كمجتمع سكني مركزي للطريقة الصوفية الدولية، ومركز للمؤتمرات والتأمل، ومركز للدراسات الباطنية.

## الإرث
خلال حياته، لعب ولاية إنايت خان دورًا فعالًا في تأسيس العديد من المنظمات التي لا تزال تعمل حتى اليوم.
دار الرسالة [الإنجليزية] 
مشروع الأمل 
معهد أوميغا [الإنجليزية] 
معهد التأمل التطبيقي 

## الوفاة
تُوفي ولاية عنايت خان في 17 حزيران 2004، قبل يومين من عيد ميلاده الثامن والثمانين. ابنه ضياء عنايت خان. يقع ضريحه في دلهي، الهند.

## فهرس
- عناية خان، بير فيلايات (2014) النشوة التي تتجاوز المعرفة: دليل التأمل . نيويورك. منشورات أوميغا ISBN 1941810012
- عناية خان، بير ولايات (2011) الحياة حج. نيويورك. منشورات أوميغا ISBN 0930872819
- Inayat Khan، Pir Vilayat (1974). Toward the One. New York: Harper and Row. ISBN:978-0-06-090352-7.
- Inayat Khan، Pir Vilayat (1978). The Message in Our Time: The Life and Teaching of the Sufi Master, Pir-O-Murshid Inayat Khan. San Francisco: Harper and Row. ISBN:978-0-06-064237-2.
- Inayat Khan، Pir Vilayat (1981). The Call of the Dervish. Santa Fe, NM: Sufi Order Publications. ISBN:978-0-930872-26-7.
- Inayat Khan، Pir Vilayat (1982). Introducing Spirituality Into Counseling and Therapy. Santa Fe, NM: Omega Press. ISBN:978-0-930872-30-4.
- Inayat Khan، Pir Vilayat (1994). That Which Transpires Behind That Which Appears. NY: Omega Publications. ISBN:978-0-930872-49-6.
- Inayat Khan، Pir Vilayat (1999). Awakening: A Sufi Experience. New York, NY: J.P. Tarcher/Putnam. ISBN:978-1-58542-038-4.
- Inayat Khan، Pir Vilayat (2003). In Search of the Hidden Treasure: A Conference of Sufis. New York: J.P. Tarcher/Putnam. ISBN:978-1-58542-180-0.